# Ækvatordåb
Ækvatordåb (eller linjedåb) er i handels- og orlogsflåderne en traditionel ceremoni, som enhver, der for første gang krydser ækvator om bord på et skib, må underkaste sig.
Udformningen kan variere, men den har altid et festligt præg. Den er en slags travesti på oldkirkens voksendåb (som ikke skete ved overøsning men ved neddykning i komplet nøgenhed). De sømænd som skal "døbes" bliver derfor klædt fuldstændigt af og derefter indsæbet i barberskum eller lignende og derefter "barberet" med store barberknive af træ. Undertiden bliver endda alt hår på hovedet og kroppen afklippet/afraget. Selve dåben sker derefter i et improviseret "dåbsbassin" på dækket.
Ceremonien ledes traditionelt af den mest erfarne sømand, udklædt som havets gud, Kong Neptun, og bl.a. er udstyret med dennes trefork.
Det er naturligvis en forudsætning for ceremoniens festlige forløb at både de involverede og tilskuerne har en afslappet holdning til den nøgenhed, som er et ikke uvæsentligt moment i festen.
Efter at have "bestået" prøven vil den nye "søn af Neptun" ofte modtage et skriftligt bevis for det.